# 苏州市先进制造业工程师学会
苏州市先进制造业工程师学会是经苏州市科学技术协会批准成立，由先进制造业工程师等人才组成的非营利性社会组织，属于具有独立法人资格的社会团体。学会理念为“民主办会、服务会员、服务企业、维护会员合法权益”。会员分普通单位会员与理事单位，成为会员需要缴纳会费，收费标准为单位会费2500元/年、理事单位会员会费4000元/年。